# Academia de Cine de Reikiavik
La Academia de Cine de Reikiavik es una escuela de cine en la ciudad de Reikiavik, la capital del país europeo y nórdico de Islandia. Algunos de sus más notorios instructores incluyen a Thorgeir Gudmundsson, Stephen Meyers y Henry Bateman.
Sus instalaciones se encuentran en pleno centro de la ciudad con fácil acceso a restaurantes, hoteles, tiendas y atracciones turísticas. Su misión es proveer a sus estudiantes sólidos fundamentos en artes cinematográficas que les permiten competir por trabajos en la industria del cine.